# Kévin Guilbert
Kévin Guilbert, né le 5 juillet 1986, est un joueur français de rink hockey occupant le poste d'attaquant.

## Biographie
Il est formé au SCRA Saint-Omer et y joue la première division du championnat de France dès 2002. Appelé en équipe nationale, il participe à plusieurs compétitions internationales : championnat du monde junior et championnat d'Europe jeunes.